# Andreasvorstadt
Andreasvorstadt, Erfurt-Andreasvorstadt – dzielnica miasta Erfurt w Niemczech, w kraju związkowym Turyngia. 